# Claudi Lorenzale
Claudi Lorenzale (1816-1889) fut un peintre espagnol qui participa au mouvement nazaréen catalan à Barcelone. Il étudia la peinture à l'école de la Llotja de Barcelone, où en 1837 il reçut le premier prix pour son œuvre Jael tuant Sisara.
En 1836 il se rendit à Rome avec le peintre catalan Pau Milà qui le mit en contact avec le peintre nazaréen allemand Friedrich Overbeck dont il devint le disciple. Il retourna à Barcelone en 1844 avec un programme artistique puriste s'inspirant de l'art médiéval et des enseignements d'Overbeck. En 1851 fut nommé professeur puis, en 1858, directeur de l'école de la Llotja. Il eut comme élèves : Marià Fortuny, Caba, Padro et la plupart des peintres barcelonais de leur génération.
Avec Pau Milà, Lorenzale représente le mouvement romantique médiévisant qui est à l'origine d'un regain d'intérêt pour un certain "passé glorieux" de la Catalogne, nourrissant le nationalisme et le particularisme de la bourgeoisie barcelonaise du milieu du XIXe siècle. Il fut également un portraitiste réputé.

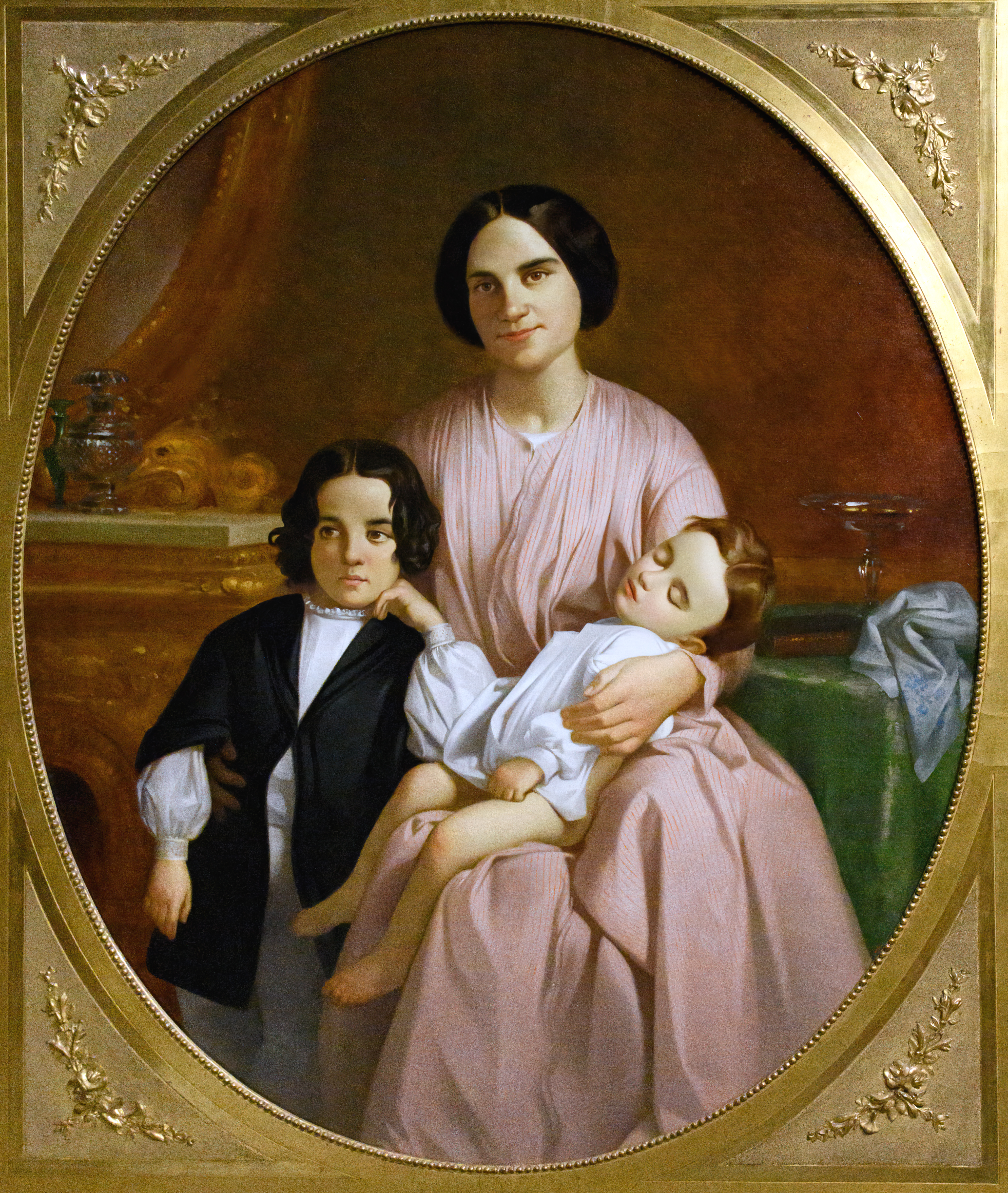
Portait de l'épouse et des fils du peintre - Musée national d'Art de Catalogne
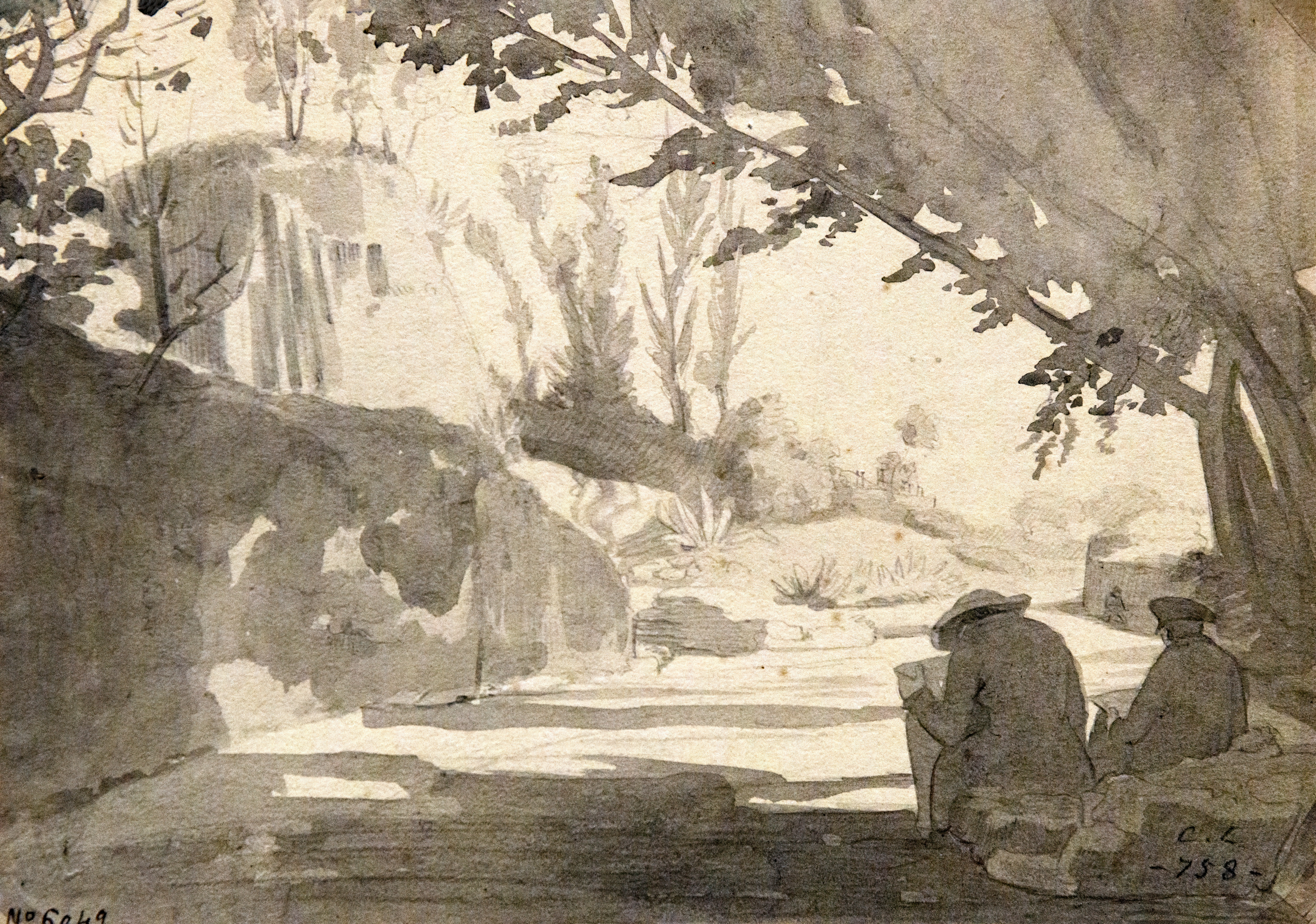
Paysage avec deux hommes dessinant - Musée national d'Art de Catalogne
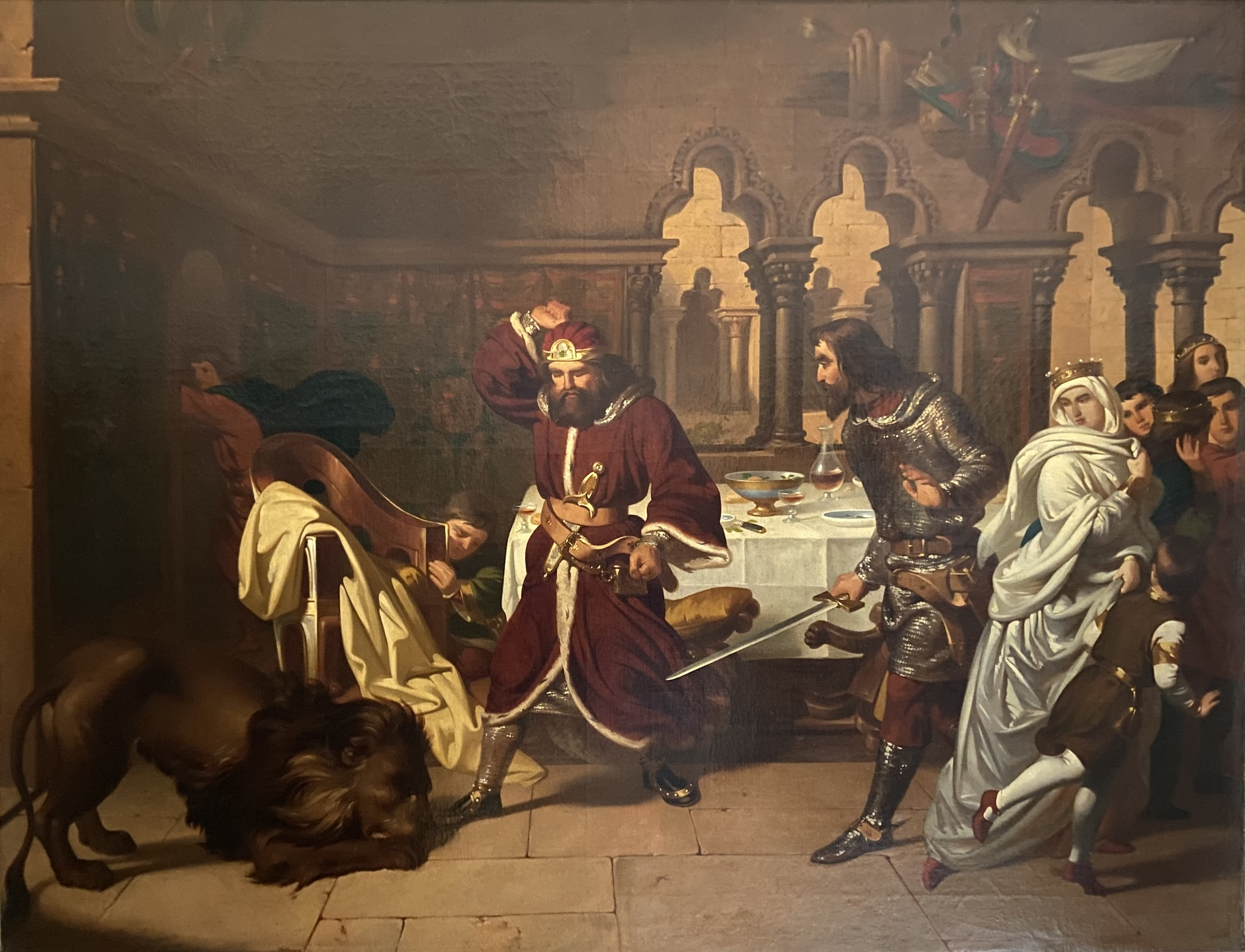
Peur des comtes de Carrion - (Paris - coll.part.)